# Diplurodes fimbripedata
Diplurodes fimbripedata là một loài bướm đêm trong họ Geometridae.